# Heat and Dust (filme)
Heat and Dust (br: Verão Vermelho; pt: Verão Indiano) é um filme britânico de 1983, um drama estrelado por Julie Christie e dirigido por James Ivory. O filme foi baseado no romance homônimo escrito por Ruth Prawer Jhabvala.